# Glomeromycota
I Glomeromycota sono un phylum di funghi filogeneticamente divergente dallo stesso antenato comune ai Basidiomycota e agli Ascomycota, con circa 230 specie descritte .
I glomeromiceti sono funghi micorrizici arbuscolari, cioè funghi terrestri che vivono in rapporto di simbiosi mutualistica con le radici delle piante. Si conoscono solo 200 specie, ma il 90% delle piante stabilisce associazioni con qualcuno di questi funghi. Essi si riproducono per via asessuata.